# Linköpings blodbad
Linköpings blodbad är benämningen på ett antal avrättningar som genomfördes på skärtorsdagen den 20 mars 1600. Fem av de rådsherrar som deltagit på den förlorande sidan vid slaget vid Stångebro i september 1598 avrättades i Linköping, troligtvis på Stora torget.

## Bakgrund
Sigismund blev 1592 kung av Sverige då hans far Johan III dog. I september 1593 reste Sigismund till Sverige för sin kröning och med honom kom förutom hans hustru Anna av Habsburg-Steiermark också många katolska präster som började hålla katolska mässor i det protestantiska Sverige. Då Sverige vid ett möte i Uppsala, Uppsala möte, hade fått en evangelisk-luthersk statskyrka tvingades Sigismund, innan han kunde krönas till kung, godta en kungaförsäkran där det deklarerades att han skulle respektera svensk lag och den Augsburgska trosbekännelsen samt aldrig tillsätta katoliker på viktiga tjänster i Sverige. Svensk-polska unionen grundlades.
Sigismund bröt mot kungaförsäkran och tillsatte ändå katoliker vid många tjänster och tillsatte även sex av sina närmaste män som ståthållare i Sverige och Finland vilka han förbjöd att sammankalla en riksdag på egen hand; ett förbud som också gällde Hertig Karl. Hertig Karl vägrade att acceptera att han fick verka som något slags ståthållare och utropade sig till förmann och Rikzens förstonndere, alltså riksföreståndare. Han avskedade alla Sigismunds ståthållare, utom Clas Fleming, som han inte fick tag på, och sammankallade trots förbudet en riksdag som gav honom rätten att styra Sverige som riksföreståndare.
Bland högadeln började allt fler dock ställa sig på Sigismunds sida, då de skulle gynnas mer av unionskungens stöd än av hertig Karls. Denna situation utmynnade slutligen i inbördeskrig mellan hertig Karl och kung Sigismund, vars största och avgörande slag var slaget vid Stångebro 1598, vilket slutade med seger för hertig Karl. Sigismund tvingades att sluta ett stilleståndsavtal vari han lovade att regera i enlighet med sin kungaed och att utlämna de svenska riksråd som flytt till Polen-Litauen. Sigismund själv flydde senare tillbaka till Polen-Litauen och i dennes frånvaro sammankallade Karl en riksdag i Linköping.

## Rättegången

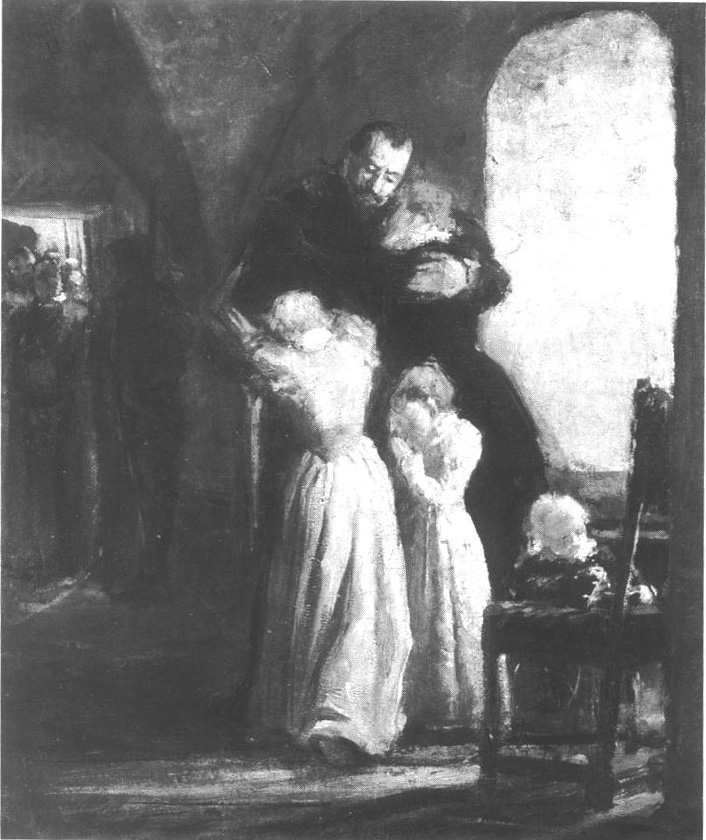
Gustav Banér tar farväl av sin familj på Linköpings slott. Målning av Fanny Brate.

Hertig Karl tillsatte 3 mars 1600 en domstol på 153 personer, bestående av 36 adelsmän, 46 krigsbefäl, 24 borgare, 24 allmoge och 23 fogdar och lagläsare. 
- Adelsmän: Erik Brahe, Axel Stensson (Leijonhufvud), Mauritz Stensson Leijonhufvud, Magnus Brahe, Abraham Brahe, Johan Gabrielsson, Svante Bielke, Nils Turesson Bielke, Axel Johansson, Jörgen Eriksson, Ludbert Kawer, Hans Eriksson, Anders Olofsson, Axel Åkesson, Peder Ribbing, Johan Karlsson de Mornay, Maruritz Jörgensson, Göran Månsson Stierna, Nils Nilsson (Natt och Dag), Swen Månsson, Swen Lillie, Seved Ribbing, Erik Ribbing, Arvid Posse, Ture Jacobsson, Axel Posse, Bengt Knutsson, Lindorm Posse, Michäl Arvidsson, Jörgen Ulfsson, Måns Larsson, Olof Nilsson, Tord Bonde, Arvid Månsson, Nils Posse, Anders Svensson Stråle af Ekna, Peder Bengtsson, Johan Bagge.
- Krigsbefäl:
- Borgare:
- Allmoge:
- Fogdar: Peder Arvidsson, Nils Booson, Swen Månsson, Lennart Jörgensson, Sven Tidichsson, Henrik Nielsson, Jacob Thomesson, Arvid Jörgensson, Nils Bengtsson, Erik Andersson, Peder Hansson, Jön Jönsson, Cristoffer Tönnessonm, Niel Jönsson, Niels Galle, Hans Eriksson, Johan Ottesson, Hans Jönsson, Peder Andersson, Lase Pedersson och Olof Esbjörsson.

Hertig Karl agerade själv åklagare och hade 25 anklagelsepunkter. De åtalade herrarna – varav de flesta hade varit fängslade sedan slaget vid Stångebro – anklagades för att ha orsakat oenighet inom kungahuset, planerat att ta hertigen av daga, och uppmanat kungen att föra en främmande krigshär mot fäderneslandet. Rättegången inleddes med ett intensivt ordskifte mellan hertigen och de riksråd som stod inför rätta. Karl framförde upprepade gånger nya anklagelser i en aggressiv ton under rättegångens gång.
Hertigen lär under rättegången ha rutit: "De äro förstockade av högfärd. Sjutusand djävlar haver jag lovat dem, och det skall jag hålla. Jag lovade dem fyra månaders uppskov med domen, och nu stå de här efter ett och ett halvt år ännu med friska lemmar!"
De anklagade erkände sig skyldiga till vissa personliga förseelser mot hertigen, men förnekade anklagelsen om förräderi. De flesta vägrade att erkänna att de hade agerat felaktigt och hävdade att de endast hade följt sin lagliga kung och inte kunnat tjäna två herrar, som Ture Bielke påpekade.
Den 17 mars föll domen: Hogenskild Bielke och Karl Stenbock skulle hållas i fängelse, medan Gustav och Sten Banér, Erik Larsson Sparre, Ture Bielke och Klas Bielke, Göran Knutsson Posse, Krister Klasson Horn och Erik Abrahamsson Leijonhufvud d.y. dömdes att mista liv, ära och gods. 
Dagen därpå återkallades domen för Klas Bielke, Göran Posse, Krister Horn och Erik Abrahamsson Leijonhufvud. De hade knäfallit och bett om förlåtelse inför ständerna och hertigen. Även Arvid Eriksson Stålarm fördes till avrättningsplatsen, men benådades sedan han åsett de andras avrättningar.
En dotter till Gustav Banér, som i ett brev till sin syster beskrivit faderns "bedröveliga öden" under fängelsetiden, berättar att "deras fruar sutto mest var dag utanför porten, tiggde och bådo om nåd och voro aldrig värde att få komma för furstens ögon. Några resor voro de och barnen med oss och andra fruar ute på vägen för fursten, efter han var afton drog ut till Kungsbro, i den förhoppning, de hade då mått få tala med honom, föllo på sina knän, ropade och bådo; men han drog dem förbi."

### De anklagade
| Namn                         | Dom      |
| ---------------------------- | -------- |
| Gustav Banér                 | Avrättad |
| Sten Banér                   | Avrättad |
| Hogenskild Bielke            | Fängelse |
| Claes Bielke                 | Fängelse |
| Ture Bielke                  | Avrättad |
| Bengt Falk                   | Avrättad |
| Krister Klasson Horn         | Frikänd  |
| Axel Jönsson Kurck           | Fängelse |
| Axel Stensson (Leijonhufvud) | Frikänd  |
| Jöran Knutsson Posse         | Fängelse |
| Erik Larsson Sparre          | Avrättad |
| Karl Gustavsson Stenbock     | Fängelse |
| Arvid Eriksson Stålarm       | Fängelse |

## Platsen för blodbadet

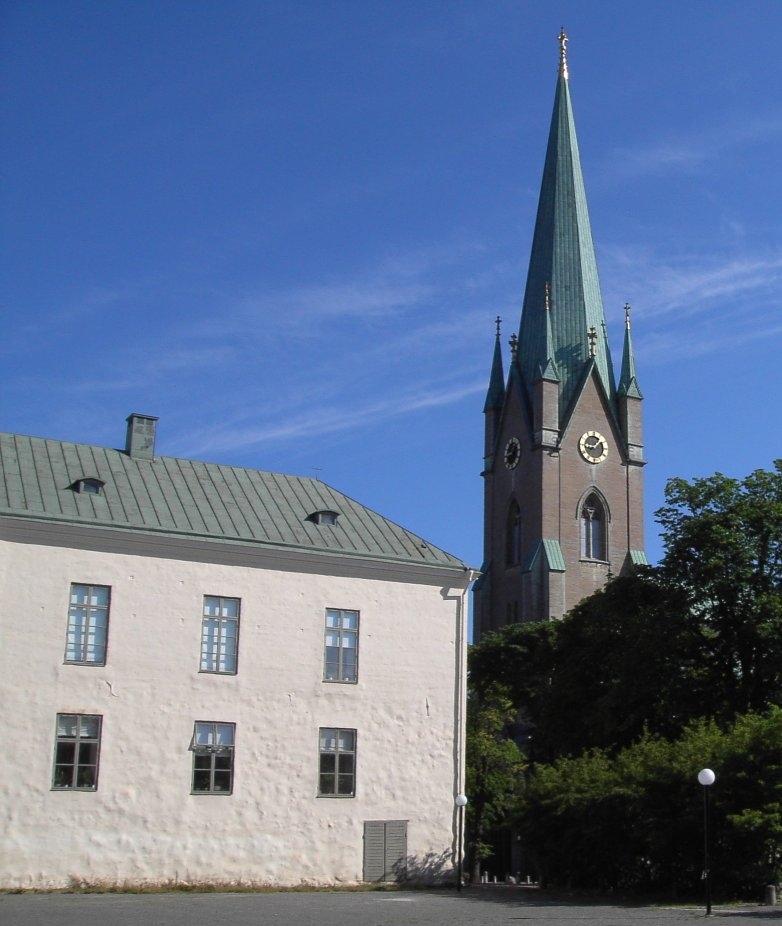
Slottet och domkyrkan sett från Borggården.

Platsen för Linköpings blodbad har varit omtvistad.

### Stora torget
Hertigh Carls slagtarebenck beskriver platsen som Linköpings Torg, och det är den plats som återkommer i alla beskrivningar under 1600- och 1700-talet. 
1936 gjorde Sven Ulric Palme ett "fynd"; en avskrift av Anna Banérs dramatiska brev från händelsen. Brevet avslutas med "de gingo emellan destarche wachtarna gatan nedföre till Stadens Torg därest det ådömda dödsstraffet på dem exeqverades". Den gata som de då ska ha vandrat längs var den äldre Storgatan, som det finns kvar en bit av idag. Sedan forskare som Bengt Cnattingius och Bengt Lundberg stött åsikten har uppfattningen att avrättningen skedde på Stora torget dominerat.

År 2018 dök en okänd ögonvittnesskildring upp vid en bokinventering i Hults kyrka. I en volym med samlade verk av Martin Luther hade Jonas Magni (1582–1659), kyrkoherde i Gränna och prost på Visingsö, fört självbiografiska anteckningar om sin studietid i Linköping på 1590-talet, och bland annat angivit att han "Anno 1598 Michaelis tijdh" bevittnat uppmarschen till Stångebroslaget. Han beskriver även hur han bevittnade blodbadet ett och ett halvt år senare:
A[nno] 1600 begyntes en Herredagh i Linköping Kyndermesso tijdh och lychtades näst effter Schertorsdagh medh en hijseligh Rättegångh på Linköpingz torgh thz iagh sampt och dreffeligit mycket folk med våta ögon och svckande [hjärtan] sågo vppå.
Eftersom det vid denna tid endast fanns ett torg i Linköping, kan "Linköpings torg" i sammanhanget knappast betyda något annat än Stora torget, varför detta med stor säkerhet kan betraktas som platsen för blodbadet.

### Järntorget
Under 1800-talet dominerade uppfattningen om Järntorget som avrättningsplats, trots att Järntorget inte anlades förrän mer än hundra år efter blodbadet. Stenläggningen som markerar platsen för blodbadet nära Järntorget har av allt att döma tillkommit mellan 1817 och 1830. Anders Fryxell beskrev 1830 avrättningsplatsen som Järntorget precis utanför Linköpings slott. Uppgifter förekommer därefter även i Jacob Philip Tollstorps Beskrifning öfver Linköping 1834. 
Även i modern tid har vissa framfört uppfattningen att Järntorget är rätt avrättningsplats. Släktforskaren Dag M Hermfelt förde 2006 fram åsikten att senare delen av Anna Banérs brev författats senare och att ordet dödsstraff använts i tryckt skrift i Sverige före 1720 – mer än hundra år efter händelsen. Vidare menade Hermfelt att enligt minnestavlan vid gamla Järntorget såg Gustav Banér avrättningsplatsen iordningställas, därför kan avrättningen inte ha skett på Stora torget. Uppgiften har inte förekommit i äldre litteratur men Hermfelt menar trots det att den kan gå tillbaka på sådan. Gustav Banér satt fängslad i ett rum i slottets sydvästra hörn med fönster ut mot yttre Borggården (nuvarande Borggården) och kan därför inte ha haft någon möjlighet att se en avrättningsplats iordningställas på Stora torget eftersom den platsen inte ligger vid slottet.
Axel Romdahl framförde 1913 åsikten att avrättningen i stället skulle skett på slottets yttre borggård.